# Dąb Kongresowy
Dąb Kongresowy – dąb w Puszczy Białowieskiej; obwód na wysokości 130 cm od podstawy pnia – 636 cm (2009 r.), wysokość 32 m. Drzewo bez wyraźnych objawów zamierania. Od połowy lat 60. obwód drzewa powiększył się o ok. 50 cm. Dąb ten rośnie w pobliżu wiaty ogniskowej położonej prawie dokładnie w geograficznym centrum Puszczy Białowieskiej, gdzie w 1973 roku zorganizowana ognisko dla ówczesnych przywódców PRL-u: Edwarda Gierka i Piotra Jaroszewicza. Od tamtej pory to miejsce ogniskowe nazywane jest „Gierkówką”. 24 kwietnia 1997 roku „Gierkówkę” odwiedzili uczestnicy V Kongresu Leśników Polskich i z tej okazji drzewo zostało nazwane „Dębem Kongresowym”. W jego otoczeniu rośnie kilka mniejszych dębów, być może potomków Dębu Kongresowego.
Drzewo wpisane jest do wojewódzkiego rejestru drzew pomnikowych.